# أوريست ماريرو
أوريست ماريرو (بالإنجليزية: Oreste Marrero)‏ هو لاعب كرة قاعدة أمريكي، ولد في 31 أكتوبر 1969 في بايامون في الولايات المتحدة.

## وصلات خارجية
- أوريست ماريرو على موقعبيزبول رفرنس.كوم (الدوري الرئيسي) (الإنجليزية)
- أوريست ماريرو على موقعبيزبول رفرنس.كوم (الدوري الثانوي) (الإنجليزية)